# جو هاشم

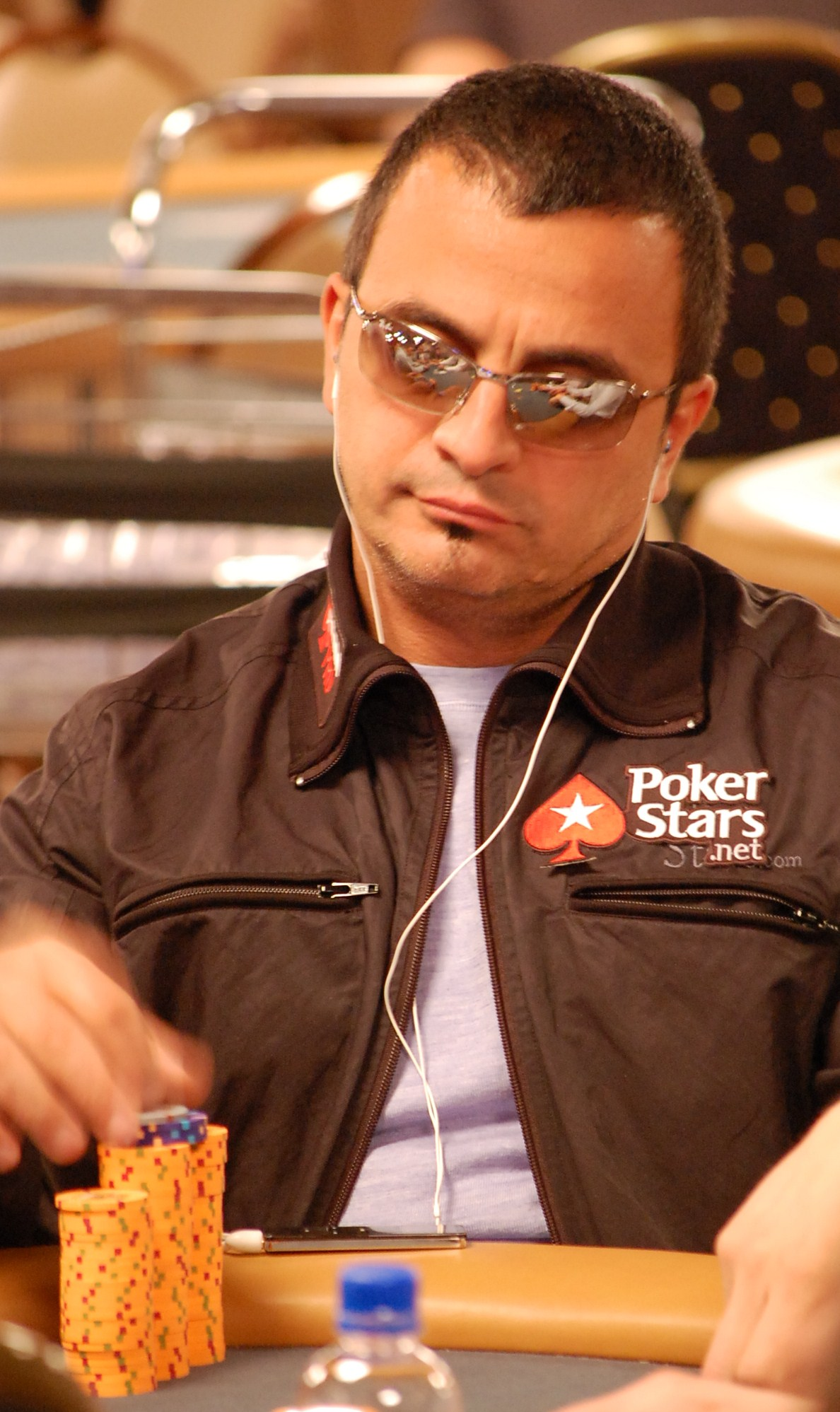
جو هاشم

جو هاشم (بالإنجليزية: Joe Hachem) أو جوزيف هاشم (11 مارس 1966 -)، لاعب بوكر لبناني-أسترالي محترف. مشهور بفوزه في المسابقة النهائية للبوكر سنة 2005. وهو أول أسترالي يفوز بالمسابقة النهائية، والتي كسب فيها 7.5 مليون دولار، وهي أعلى قيمة فوز.

## روابط خارجية
- جو هاشم على موقع IMDb (الإنجليزية)